# WSP Sverige
WSP Sverige AB är ett analys- och teknikkonsultföretag, före detta J&W. WSP bedriver konsultverksamhet inom anläggnings- och byggnadskonstruktion, transport och infrastruktur, miljö och energi, osv. WSP Sverige ingår i koncernen WSP med 66 300 medarbetare på 500 kontor i 40 länder. WSP i Sverige har cirka 4 200 medarbetare. Företaget är noterat på Torontobörsen.

## Huvudkontor och VD
WSP Sveriges huvudkontor ligger intill Globen i Stockholm. Anna-Lena Öberg Högsta är VD för WSP Sverige. VD för hela koncernen är Alexandre L’Heureux.

## Historia
År 1938 bildades företaget J&W (Jacobson & Widmark). År 2000 köptes KM, Kjessler & Mannerstråle, grundat 1934 av Sven Kjessler och Otto Mannerstråle, av J&W. År 2001 fusionerades J&W med det brittiska företaget WSP (en förkortning av Williams Sale Partnership), där Thomas Erséus fortsatte sin post som VD in i WSP Europe fram till 2006. WSP grundades i början av 1970-talet och noterades på Londonbörsen 1987. I och med köpet avnoterades J&W från Stockholmsbörsen. I augusti 2012 förvärvade det kanadensiska bolaget GENIVAR samtliga aktier i WSP och de båda koncernerna slogs samman. Den 1 januari 2014 togs koncernnamnet WSP Global Inc och samma år förvärvades Parsons Brinckerhoff, ett bolag med 14 000 medarbetare med erfarenhet framförallt inom infrastruktur. Med förvärvet blev WSP det femte största teknikkonsultbolaget i världen. I januari 2017 infördes namnet WSP i hela koncernen. 
Under de senaste åren har WSP Sverige förvärvat företag som Inregia, Kontigo, Transek, Device Design, HLLS Arkitekter, Hagerud Elteknik. 2008 såldes WSP Arkitektur och LINK arkitektur bildades. Utöver grundarna äger WSP och Multiconsult aktier i bolaget.

## Uppdrag i Sverige
- Förbifart Stockholm
- Citybanan under Stockholm
- Förprojektering inför Flytten av Kiruna
- Spårtaxi och spårbilar
- Stockholmsarenan
- Norra Djurgårdsstaden i Stockholm
- Tvärbanan
- Egenvärmehus / Passivhus
- Mackmyra - bl.a. deras framtida whiskyanläggning
- Årstabron, Stockholm
- Stockholm Skyview vid Globen
- Igelsta Kraftvärmeverk
- Kristianstad Arena
- Västlänken Göteborg

WSP Sverige deltar i flera projekt runt om i världen. Till exempel Masdar City, Greater Helsinki Vision, Freedom Tower - återuppbyggnaden av World Trade Center på Manhattan, Shard of Glass i London, World Trade Center och Nakheel Tower i Dubai samt samhällsutveckling i Libyen.